# Globe Columbus pour les dirigeants de l'État et de l'industrie

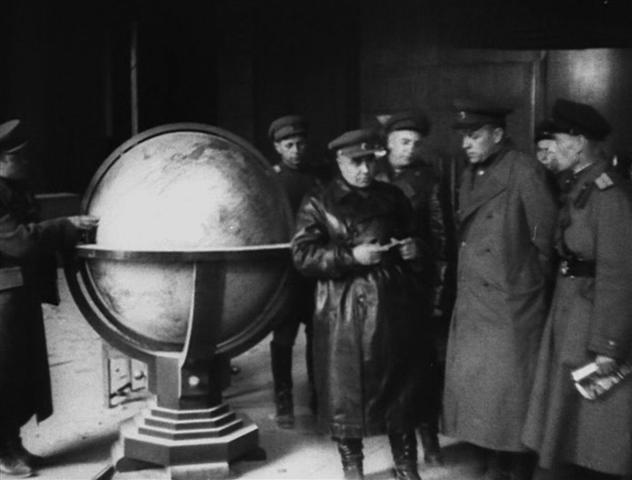
Soldats de l'armée rouge à côté du Globe Columbus de la chancellerie du Reich à Berlin (1945).

Le Globe Columbus pour les dirigeants de l’État et de l’industrie (également connu sous le nom de « Globe d'Hitler » ou « Globe du Führer ») est une édition par la société Colombus Globus d'un grand globe terrestre destiné aux dirigeants de l'État et aux dirigeants de l'industrie allemande qui aurait été réalisé à la demande d'Adolf Hitler.
Fabriqué à Berlin dans les années 1930, un exemplaire était situé à la Chancellerie dans le bureau d’Hitler, on ne sait pas ce qu'il est devenu après 1945. 
Réputé par sa taille tout autant que pour sa qualité de fabrication, son existence fut popularisée aux États-Unis après la sortie en 1940 du film parodique de Charlie Chaplin, Le Dictateur. Le groupe de comédie The Three Stooges s’est également moqué de lui dans deux de leurs courts métrages. 
Les globes terrestres Colombus sont toujours fabriqués en Allemagne, les plus luxueux sont en cristal soufflé, les plus courants sont en plexiglas sérigraphié.

## Origine
C'est en Allemagne qu'a été créé à Nuremberg le plus ancien globe terrestre parvenu jusqu'à nous. L'Erdapfel a 51 cm de diamètre, il a été réalisé par Martin Behaim en 1492, année de la découverte de l'Amérique qu'il ne représente pas, ni l'Australie découverte beaucoup plus tard.
L'Allemand Paul Oestergaard, avec son frère Peter, sont les inventeurs à Berlin dès 1909 du premier globe terrestre en verre soufflé revêtu d'une carte en papier marouflé afin de le rendre translucide et de pouvoir l'éclairer par l'intérieur, le Columbus Erdglobus.
Deux éditions limitées du globe Colombus furent produites à Berlin au milieu des années 1930, l'une extraordinaire, haute de presque deux mètres avec son socle, fut fabriquée à grands frais à l'intention des dirigeants allemands, dont un exemplaire pour le chancelier allemand Adolf Hitler, l'autre en bois standard, dont un exemplaire fut acquis par le parti nazi. Le nombre réel de globes produits pour ces deux éditions n'est pas connu car la fabrique, ainsi que ses archives, ont été détruites par les bombardements anglo-américains en 1943.
La mention de l'Abyssinie (aujourd'hui l'Éthiopie), que Mussolini venait de conquérit, était remplacée par celle d'Afrique orientale italienne.
Wolfram Pobanz, historien polonais et passionné de globe, estime que même s’il se trouvait dans son bureau, Hitler n’était probablement pas particulièrement attaché au globe qui n'était pour lui qu'un instrument de travail comme n'importe quelle carte:
« Hitler n'a probablement jamais pensé au globe. Il n'y a pas de photo d’Hitler à côté du globe. Il contrôlait toutes les photos de lui. Si le globe avait réellement compté pour Hitler, il y aurait sûrement une photo. »
En 1938, Hitler considéra que l'ancienne chancellerie du Reich n'était plus assez grande pour accueillir les ministères, et il chargea son architecte, Albert Speer, de construire une nouvelle chancellerie. Les travaux furent terminées en 1939, et le globe terrestre se trouva transféré dans les nouveaux bureaux du Führer, au cœur de la nouvelle chancellerie, où il resta jusqu’à l’occupation du bâtiment par les Soviétiques en avril 1945.

## Exemplaires subsistants
De nombreux globes supposés avoir appartenu à Hitler apparaissent dans le monde entier, avec une authenticité douteuse. Trois d’entre eux se trouvent à Berlin : un dans un institut géographique, un autre au musée de la Marche de Brandebourg et un troisième au musée historique allemand. Deux autres résident dans des collections publiques à Munich. De nombreux globes montrent l'Allemagne avec un impact de balle ou tout simplement anéantie, un acte commis par mépris par des soldats soviétiques ou américains.
D'après les photos dont on dispose, aucun de ces globes n'est l'exemplaire qui se trouvait dans le bureau de Hitler à la Chancellerie.
Le soldat américain John Barsamia, qui fut soldat en Allemagne mai 1945, disait avoir découvert un globe terrestre dans les ruines du Kehlsteinhaus (« le nid d'aigle »), une retraite personnelle utilisée à plusieurs reprises par Hitler près des Alpes bavaroises avant la guerre. Le complexe avait déjà été presque complètement pillé lorsqu'il arriva, découvrit globe qu'il chez lui et conserva pendant 60 ans avant de le vendre à San Francisco en 2007 à Bob Pritikin, un entrepreneur de San Francisco, qui le paya pour 100 000 $, soit cinq fois l’estimation originale.
En septembre 2007, l'historien Wolfram Pobanz déclara que la copie du globe géant troué par une balle au musée historique allemand de Berlin n'était pas celui d'Hitler, mais un autre exemplaire qui aurait appartenu à Joachim von Ribbentrop, ministre des Affaires étrangères, et qu’il n’y avait aucun indice permettant de localiser actuelle le globe qui se trouvait à la Chancellerie.

## Postérité par le cinéma

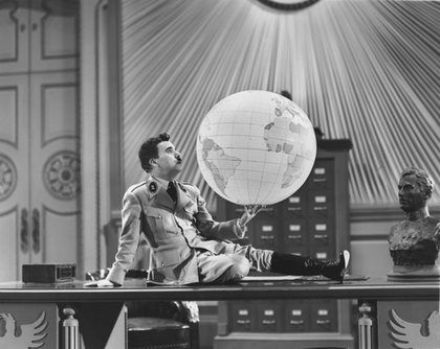
Le Globe Columbus pour les dirigeants de l'État et de l'industrie parodié dans le film Le Dictateur de Charlie Chaplin.

Dans Le Dictateur de Charlie Chaplin, sorti en octobre 1940, le globe est décrit comme un ballon de plage, une baudruche, qui explose à la face du dictateur Adenoid Hynkel.
Le grand globe terrestre de la Chancellerie du Reich est présenté comme le symbole des ambitions mondiales d'Hitler, d'un prétendu désir mégalomaniaque d’Adolf Hitler de conquérir le monde. Il figurait déjà dans la première satire hollywoodienne d’Hitler et des Nazis, le court-métrage intitulé You Nazty Spy! de la troupe You The Three Stooges, sorti en janvier 1940.
Dans I'll Never Heil Again des Three Stooges, une suite de You Nazty Spy! sortit en juillet 1941, les partenaires de l’« Axe » du dictateur du Moronikan « Moe Hailstone » jouent à un jeu keep away avec le globe. Le commandant militaire de Hailstone, « Field Marshal Herring », finit par briser le globe sur la tête de Hailstone.

## Fabrications actuelles
Les globes terrestres Colombus sont toujours fabriqués en Allemagne, les plus grands mesurent 1,10 mètres de diamètre, les plus luxueux sont toujours une carte en papier marouflée sur une sphère en cristal soufflé. Les modèles plus courants sont une sphère de 52 cm en plexiglas sérigraphié deux fois, à l'intérieur et à l'extérieur, afin de pouvoir afficher deux cartes politique ou physique selon que l'intérieur est éclairé ou pas. Il existe des moèdèles plus petits.

## Sources
- (en) Harry de Quetteville, « Globe made for Hitler is missing, says historian », The Daily Telegraph, 21 septembre 2007
- (en) Steve Rubenstein, « Hitler's Globe Turns Up In Oakland Rumpus Room », San Francisco Chronicle, 18 octobre 2007
- (en) « Sold: Hitler's Globe Fetches 50,000 At Auction – Five times Its Estimate », The Daily Mail (consulté le 10 avril 2015)
- (en) « The Fatal Attraction of Adolf Hitler », BBC (consulté le 10 avril 2015)
- (en) Michael Kimmelman, « The Mystery of Hitler's Globe Goes Round and Round », The New York Times, 18 septembre 2007